# Campeonato Europeo de Voleibol Femenino Sub-20 de 2010
La XXII edición del Campeonato Europeo de Voleibol Femenino Sub-20 se llevó a cabo en Serbia del 03 al 12 de septiembre. Los equipos nacionales compitieron por un cupo para el Campeonato Mundial de Voleibol Femenino Sub-20 de 2011 a realizarse en Perú.

## Grupos
| Grupo A    | Grupo B         |
| ---------- | --------------- |
| Alemania   | Bélgica         |
| Eslovaquia | Eslovenia       |
| Hungría    | Países Bajos    |
| Italia     | República Checa |
| Polonia    | Rusia           |
| Turquía    | Serbia          |

## Primera fase

### Clasificación
| Pos | Equipo     | PJ | PG | PP | SG | SP | PTS |
| --- | ---------- | -- | -- | -- | -- | -- | --- |
| 1   | Italia     | 5  | 4  | 0  | 12 | 3  | 12  |
| 2   | Alemania   | 5  | 4  | 1  | 13 | 5  | 12  |
| 3   | Turquía    | 5  | 3  | 2  | 11 | 8  | 10  |
| 4   | Eslovaquia | 5  | 3  | 2  | 10 | 9  | 8   |
| 5   | Polonia    | 5  | 1  | 4  | 5  | 12 | 3   |
| 6   | Hungría    | 5  | 0  | 5  | 1  | 15 | 1   |

#### Resultados
| Fecha    | Encuentro             | Resultado | Set   | Set   | Set   | Set   | Set   | Puntuación total |
| Fecha    | Encuentro             | Resultado | 1     | 2     | 3     | 4     | 5     | Puntuación total |
| -------- | --------------------- | --------- | ----- | ----- | ----- | ----- | ----- | ---------------- |
| 03-09-10 | Turquía - Alemania    | 3-1       | 22-25 | 25-23 | 25-20 | 25-12 |       | 97-80            |
| 03-09-10 | Eslovaquia - Polonia  | 3-1       | 25-23 | 26-24 | 22-25 | 25-15 |       | 98-87            |
| 03-09-10 | Italia - Hungría      | 3-0       | 25-14 | 25-21 | 25-18 |       |       | 75-53            |
| 04-09-10 | Alemania - Eslovaquia | 3-1       | 14-25 | 25-16 | 25-13 | 26-24 |       | 90-78            |
| 04-09-10 | Italia - Turquía      | 3-0       | 25-20 | 25-17 | 25-16 |       |       | 75-53            |
| 04-09-10 | Polonia - Hungría     | 3-0       | 25-21 | 25-23 | 25-19 |       |       | 75-63            |
| 05-09-10 | Eslovaquia - Turquía  | 3-2       | 21-25 | 25-20 | 17-25 | 25-20 | 15-13 | 103-103          |
| 05-09-10 | Italia - Polonia      | 3-0       | 25-16 | 25-08 | 25-23 |       |       | 75-47            |
| 05-09-10 | Alemania - Hungría    | 3-0       | 25-21 | 25-23 | 25-19 |       |       | 75-63            |
| 07-09-10 | Turquía - Polonia     | 3-0       | 25-20 | 25-15 | 25-16 |       |       | 75-51            |
| 07-09-10 | Alemania - Italia     | 3-0       | 25-21 | 25-19 | 25-23 |       |       | 75-63            |
| 07-09-10 | Eslovaquia - Hungría  | 3-0       | 25-18 | 25-18 | 25-19 |       |       | 75-55            |
| 08-09-10 | Alemania - Polonia    | 3-1       | 29-27 | 25-27 | 25-22 | 25-17 |       | 104-93           |
| 08-09-10 | Italia - Eslovaquia   | 3-0       | 25-22 | 25-13 | 25-18 |       |       | 75-53            |
| 08-09-10 | Turquía - Hungría     | 3-1       | 21-25 | 25-12 | 25-19 | 25-17 |       | 96-73            |

### Clasificación
| Pos | Equipo          | PJ | PG | PP | SG | SP | PTS |
| --- | --------------- | -- | -- | -- | -- | -- | --- |
| 1   | Serbia          | 5  | 5  | 0  | 15 | 3  | 15  |
| 2   | República Checa | 5  | 4  | 1  | 12 | 7  | 11  |
| 3   | Rusia           | 5  | 3  | 2  | 11 | 7  | 9   |
| 4   | Eslovenia       | 5  | 2  | 3  | 8  | 13 | 4   |
| 5   | Países Bajos    | 5  | 1  | 4  | 7  | 13 | 5   |
| 6   | Bélgica         | 5  | 0  | 5  | 5  | 15 | 1   |

#### Resultados
| Fecha    | Encuentro                      | Resultado | Set   | Set   | Set   | Set   | Set   | Puntuación total |
| Fecha    | Encuentro                      | Resultado | 1     | 2     | 3     | 4     | 5     | Puntuación total |
| -------- | ------------------------------ | --------- | ----- | ----- | ----- | ----- | ----- | ---------------- |
| 04-09-10 | Rusia - Bélgica                | 3-1       | 22-25 | 25-17 | 25-17 | 25-13 |       | 97-72            |
| 04-09-10 | República Checa - Eslovenia    | 3-1       | 25-06 | 24-26 | 25-16 | 25-18 |       | 99-66            |
| 04-09-10 | Serbia - Países Bajos          | 3-0       | 25-15 | 25-14 | 25-12 |       |       | 75-41            |
| 05-09-10 | Rusia - Eslovenia              | 3-0       | 25-21 | 25-21 | 25-10 |       |       | 75-52            |
| 05-09-10 | Países Bajos - Bélgica         | 3-1       | 25-16 | 25-20 | 23-25 | 31-29 |       | 104-90           |
| 05-09-10 | Serbia - República Checa       | 3-0       | 25-19 | 25-17 | 25-16 |       |       | 75-52            |
| 06-09-10 | Eslovenia - Bélgica            | 3-2       | 22-25 | 25-20 | 12-25 | 27-25 | 15-08 | 101-103          |
| 06-09-10 | República Checa - Países Bajos | 3-2       | 12-25 | 25-17 | 25-22 | 15-25 | 15-13 | 92-102           |
| 06-09-10 | Serbia - Rusia                 | 3-1       | 29-27 | 27-25 | 23-25 | 25-22 |       | 104-99           |
| 08-09-10 | República Checa - Bélgica      | 3-0       | 25-18 | 25-16 | 25-16 |       |       | 75-50            |
| 08-09-10 | Rusia - Países Bajos           | 3-0       | 25-23 | 25-22 | 25-23 |       |       | 75-68            |
| 08-09-10 | Serbia - Eslovenia             | 3-1       | 22-25 | 25-22 | 25-10 | 25-18 |       | 97-75            |
| 09-09-10 | República Checa - Rusia        | 3-1       | 25-23 | 25-23 | 25-27 | 25-12 |       | 100-85           |
| 09-09-10 | Eslovenia - Países Bajos       | 3-2       | 16-25 | 20-25 | 25-23 | 25-22 | 15-12 | 75-53            |
| 09-09-10 | Serbia - Bélgica               | 3-1       | 27-29 | 25-18 | 25-14 | 25-20 |       | 102-81           |

## Fase final

### Final 1° y 3° puesto
|  | Semifinales     | Semifinales |   |          | Final           | Final |  |
|  |                 |             |   |          |                 |       |  |
|  |                 |             |   |          |                 |       |  |
|  |                 |             |   |          |                 |       |  |
|  | Italia          | 3           |   |          |                 |       |  |
|  | Alemania        | 1           |   |          |                 |       |  |
|  |                 |             |   |          |                 |       |  |
|  |                 |             |   |          |                 |       |  |
|  |                 |             |   |          | Serbia          | 1     |  |
|  |                 | Italia      | 3 |          |                 |       |  |
|  |                 |             |   |          |                 |       |  |
|  |                 |             |   |          |                 |       |  |
|  |                 |             |   |          | 3º puesto       |       |  |
|  |                 |             |   |          |                 |       |  |
|  | Serbia          | 3           |   | Alemania | 1               |       |  |
|  | República Checa | 0           |   |          | República Checa | 3     |  |

### Resultados
| Fase      | Fecha    | Encuentro                  | Resultado | Set   | Set   | Set   | Set   | Set | Puntuación total |
| Fase      | Fecha    | Encuentro                  | Resultado | 1     | 2     | 3     | 4     | 5   | Puntuación total |
| --------- | -------- | -------------------------- | --------- | ----- | ----- | ----- | ----- | --- | ---------------- |
| Semifinal | 11-09-10 | Italia - Alemania          | 3-1       | 25-19 | 12-25 | 25-21 | 25-20 |     | 87-85            |
| Semifinal | 11-09-10 | Serbia - República Checa   | 3-0       | 25-17 | 25-22 | 28-26 |       |     | 78-65            |
| 3° lugar  | 12-09-10 | República Checa - Alemania | 3-1       | 25-17 | 18-25 | 25-22 | 25-23 |     | 93-87            |
| Final     | 12-09-10 | Italia - Serbia            | 3-1       | 25-19 | 25-20 | 23-25 | 25-21 |     | 98-85            |

### Final 5° y 7° puesto
|  | Semifinales | Semifinales |   |           | 5° puesto  | 5° puesto |  |
|  |             |             |   |           |            |           |  |
|  |             |             |   |           |            |           |  |
|  |             |             |   |           |            |           |  |
|  | Eslovaquia  | 3           |   |           |            |           |  |
|  | Rusia       | 0           |   |           |            |           |  |
|  |             |             |   |           |            |           |  |
|  |             |             |   |           |            |           |  |
|  |             |             |   |           | Eslovaquia | 2         |  |
|  |             | Turquía     | 3 |           |            |           |  |
|  |             |             |   |           |            |           |  |
|  |             |             |   |           |            |           |  |
|  |             |             |   |           | 7º puesto  |           |  |
|  |             |             |   |           |            |           |  |
|  | Turquía     | 3           |   | Eslovenia | 1          |           |  |
|  | Eslovenia   | 1           |   |           | Rusia      | 3         |  |

### Resultados
| Fase      | Fecha    | Encuentro            | Resultado | Set   | Set   | Set   | Set   | Set   | Puntuación total |
| Fase      | Fecha    | Encuentro            | Resultado | 1     | 2     | 3     | 4     | 5     | Puntuación total |
| --------- | -------- | -------------------- | --------- | ----- | ----- | ----- | ----- | ----- | ---------------- |
| Semifinal | 11-09-10 | Eslovaquia - Rusia   | 3-0       | 25-18 | 25-21 | 25-14 |       |       | 75-53            |
| Semifinal | 11-09-10 | Turquía - Eslovenia  | 3-1       | 25-22 | 25-20 | 16-25 | 25-21 |       | 91-88            |
| 7° lugar  | 12-09-10 | Eslovenia - Rusia    | 1-3       | 17-25 | 14-25 | 25-19 | 10-25 |       | 66-94            |
| Final     | 12-09-10 | Eslovaquia - Turquía | 2-3       | 25-21 | 22-25 | 25-23 | 15-25 | 13-15 | 109-100          |

## Clasificación final
| Pos | Equipo          |
| --- | --------------- |
| 1   | Italia          |
| 2   | Serbia          |
| 3   | República Checa |
| 4   | Alemania        |
| 5   | Turquía         |
| 6   | Eslovaquia      |
| 7   | Rusia           |
| 8   | Eslovenia       |
| 9   | Países Bajos    |
| 10  | Polonia         |
| 11  | Bélgica         |
| 12  | Hungría         |

## Distinciones individuales
| Distinción      | Nombre             | Equipo          |
| --------------- | ------------------ | --------------- |
| MVP             | Caterina Bosetti   | Italia          |
| Mejor Anotadora | Ana Bjelica        | Serbia          |
| Mejor Ataque    | Andrea Kossányiová | República Checa |
| Mejor Bloqueo   | Giulia Pisani      | Italia          |
| Mejor Servicio  | Katharina Schwabe  | Alemania        |
| Mejor Armadora  | Danica Radenković  | Serbia          |
| Mejor Líbero    | Carolina Zardo     | Italia          |

| Predecesor: Italia 2008 | Campeonato Europeo de Voleibol Femenino Sub-20 Serbia 2010 | Sucesor: Turquía 2012 |